# Sissi, la favorita dello zar
Sissi, la favorita dello zar (Die schöne Lügnerin) è un film del 1959 diretto da Axel von Ambesser.
Anche se l'attrice protagonista è Romy Schneider, il film non fa parte della trilogia di film sulla vita dell'imperatrice Elisabetta di Baviera, detta Sissi ; nella versione originale il personaggio centrale non si chiama Sissi, ma Fanny.

## Trama
Vienna, 1815. Sissi è una giovane e bella bustaia e vive con il nonno orchestrale. Quando scopre che il suo corteggiatore, il cameriere Martin, è in realtà il conte Waldau, si introduce travestita nel palazzo del principe Metternich, di cui Martin è collaboratore, per smascherarlo.
Nel palazzo del principe è in corso un ricevimento e sono presenti, oltre a Metternich, lo zar Alessandro I e il diplomatico francese d'Aurignac, a Vienna per il Congresso. Sissi viene notata dallo zar che la invita a ballare con lui.
Sissi inventa varie false identità e racconta storie stravaganti, tanto che Metternich sospetta che sia una spia e la fa seguire dalla polizia. La giovane annuncia, tra l'altro, la fuga di Napoleone dal suo esilio sull'isola d'Elba e del suo sbarco in Francia: l'allarme suscitato da tale affermazione, fa sì che le potenze europee non siano impreparate quando Napoleone fa realmente ritorno in Francia e Sissi viene acclamata come salvatrice degli stati coalizzati contro Bonaparte.
Alla fine Sissi, nobilitata dallo zar, e il conte Waldau, coperto di prestigiose onorificenze, possono coronare il loro amore.

## Produzione
Il film è basato su una commedia musicale di Just Scheu ed Ernst Nebhut.

## Distribuzione
La prima del film ebbe luogo il 10 settembre 1959 al Turm-Palast di Francoforte sul Meno. In Francia, la versione francese intitolata La Belle et l'Empereur fu pubblicata nelle sale cinematografiche il 1 giugno 1960.

## Accoglienza

### Critica
(Lessico del Cinema Internazionale)

## Versione radiofonica
Con lo stesso titolo, Bayerischer Rundfunk ci fu una versione radiofonica curata da Fritz Benscher il 30 gennaio 1955, in cui diresse e assunse anche un doppiatore. Il pezzo di 105 minuti comprendeva anche Margit Saad, Hans Baur, Werner Hinz, Elinor von Wallerstein, Ernst Stankovski, Kurt Marquardt e Franz Loskarn.